# Franco Citti
Franco Citti (Rome, 23 april 1935 – aldaar, 14 januari 2016) was een Italiaans acteur.

## Leven en werk
Franco Citti was de jongere broer van filmregisseur Sergio Citti. Zijn glorieperiode situeerde zich in de jaren zestig en zeventig van de 20e eeuw. Zijn naam is onlosmakelijk verbonden met die van schrijver en filmregisseur Pasolini die hem ontdekte.  
Pasolini gaf hem de titelrol in zijn debuutfilm Accattone (1961), een drama waarin Citti een kleine pooier vertolkte. Citti speelde vervolgens nog zes keer onder diens regie, onder meer de titelrol in Edipo re (1967), de verfilming van het antiek drama van Sophocles, en in de Trilogia della vita (naar werk van onder meer Boccaccio en Chaucer). Hij speelde een bijrolletje in de maffiafilms The Godfather (1972) en The Godfather Part III (1990) van Francis Ford Coppola.
Citti speelde regelmatig mee in de films van zijn broer Sergio, onder meer in de komedies Ostia (1970) en Casotto (1977). In 1998 regisseerden ze eenmalig samen: de tragikomedie Cartoni animati. 
Vanaf het einde van de jaren zeventig werkte Citti af en toe voor de televisie. Vermeldenswaardig zijn de televisiefilm Yerma (1978) van Marco Ferreri naar het gelijknamige toneelstuk van Federico Garcia Lorca en verscheidene televisieseries zoals Sogni e bisogni (1985) geregisseerd door zijn broer Sergio.
In 2002 kreeg hij een hersenbloeding en kon niet meer praten. 
Citti overleed op 80-jarige leeftijd in zijn geboortestad. Hij was al enige tijd ziek.

## Filmografie (selectie)
- 1961 - Accattone (Pier Paolo Pasolini)
- 1962 - Una vita violenta (Paolo Heusch en Brunello Rondi)
- 1962 - Mamma Roma (Pier Paolo Pasolini)
- 1963 - Du mouron pour les petits oiseaux (Marcel Carné)
- 1963 - Il Giorno più corto (Sergio Corbucci)
- 1967 - Requiescant (Carlo Lizzani)
- 1967 - Edipo re (Pier Paolo Pasolini)
- 1968 - Seduto alla sua destra (Valerio Zurlini)
- 1968 - Ammazzali tutti e torna solo (Enzo G. Castellari)
- 1969 - Una Ragazza di Praga (Sergio Pastore)
- 1969 - La legge dei gangsters (Siro Marcellini)
- 1969 - Porcile (Pier Paolo Pasolini)
- 1970 - Ostia (Sergio Citti)
- 1971 - Il Decameron (Pier Paolo Pasolini)
- 1972 - The Godfather (Francis Ford Coppola)
- 1972 - I racconti di Canterbury (Pier Paolo Pasolini)
- 1972 - Roma (Federico Fellini) (niet-gecrediteerd)
- 1973 - Storie scellerate (Sergio Citti)
- 1973 - Ingrid sulla strada (Brunello Rondi)
- 1973 - Storia de fratelli e de cortelli (Mario Amendola)
- 1974 - Il Fiore delle mille e una notte (Pier Paolo Pasolini)
- 1975 - Colpita da improvviso benessere (Franco Giraldi)
- 1976 - Todo modo (Elio Petri)
- 1976 - Uomini si nasce poliziotti si muore (Ruggero Deodato)
- 1977 - La Banda del trucido (Stelvio Massi)
- 1977 - Roma l'altra faccia della violenza (Marino Girolami)
- 1977 - Il Gatto dagli occhi di giada (Antonio Bido)
- 1977 - Casotto (Sergio Citti)
- 1979 - La luna (Bernardo Bertolucci)
- 1980 - Ciao marziano  (Pier Francesco Pingitore)
- 1981 - Il Minestrone (Sergio Citti)
- 1986 - La Coda del diavolo (Giorgio Treves)
- 1990 - Il Segreto (Francesco Maselli)
- 1990 - The Godfather Part III (Francis Ford Coppola)
- 1996 - Il Sindaco (Ugo Fabrizio Giordani)
- 1996 - I Magi randagi (Sergio Citti)
- 1998 - Cartoni animati  (Franco Citti en Sergio Citti)
- 2001 - Pier Paolo Pasolini e la ragione di un sogno (documentaire van Laura Betti)